# Viktor Koelikov

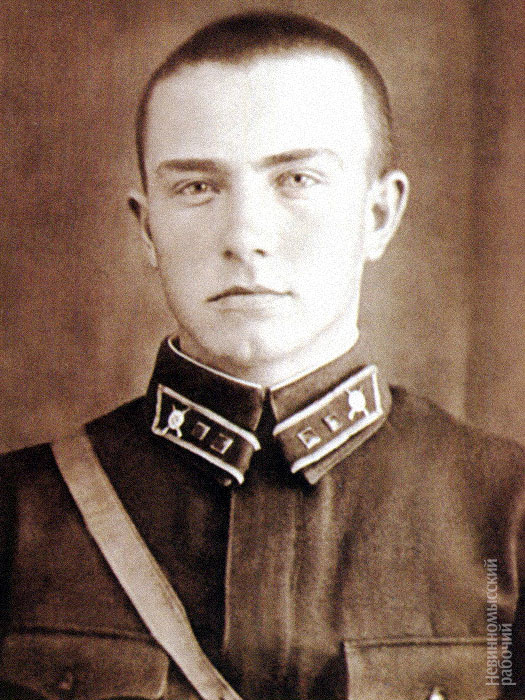
Koelikov in 1941

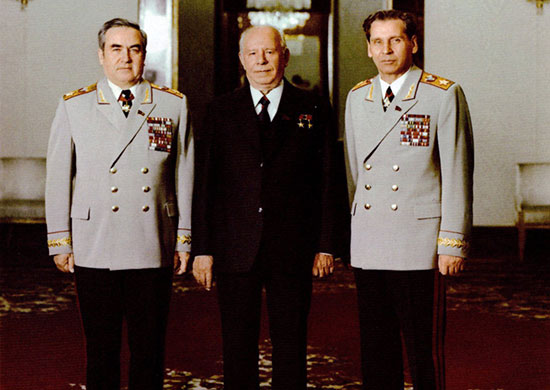
Nikolaj Ogarkov en Viktor Koelikov krijgen hun Maarschalkster in het Kremlin op 4 februari 1977

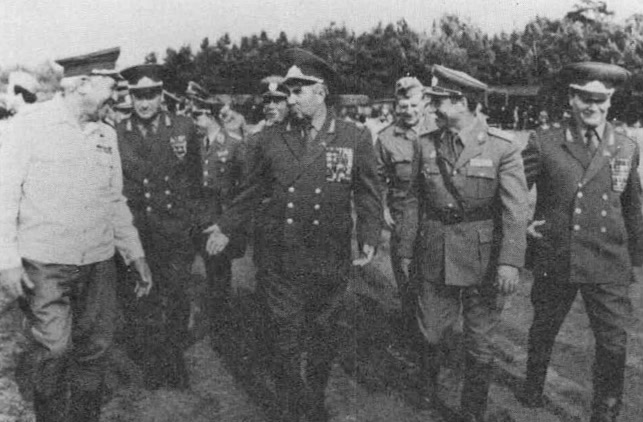
Opperbevel van het Warschaupact

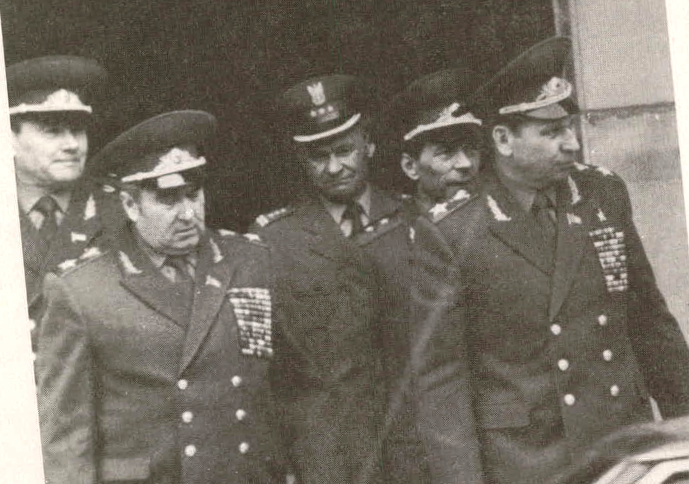
Opperbevel van het Warschaupact

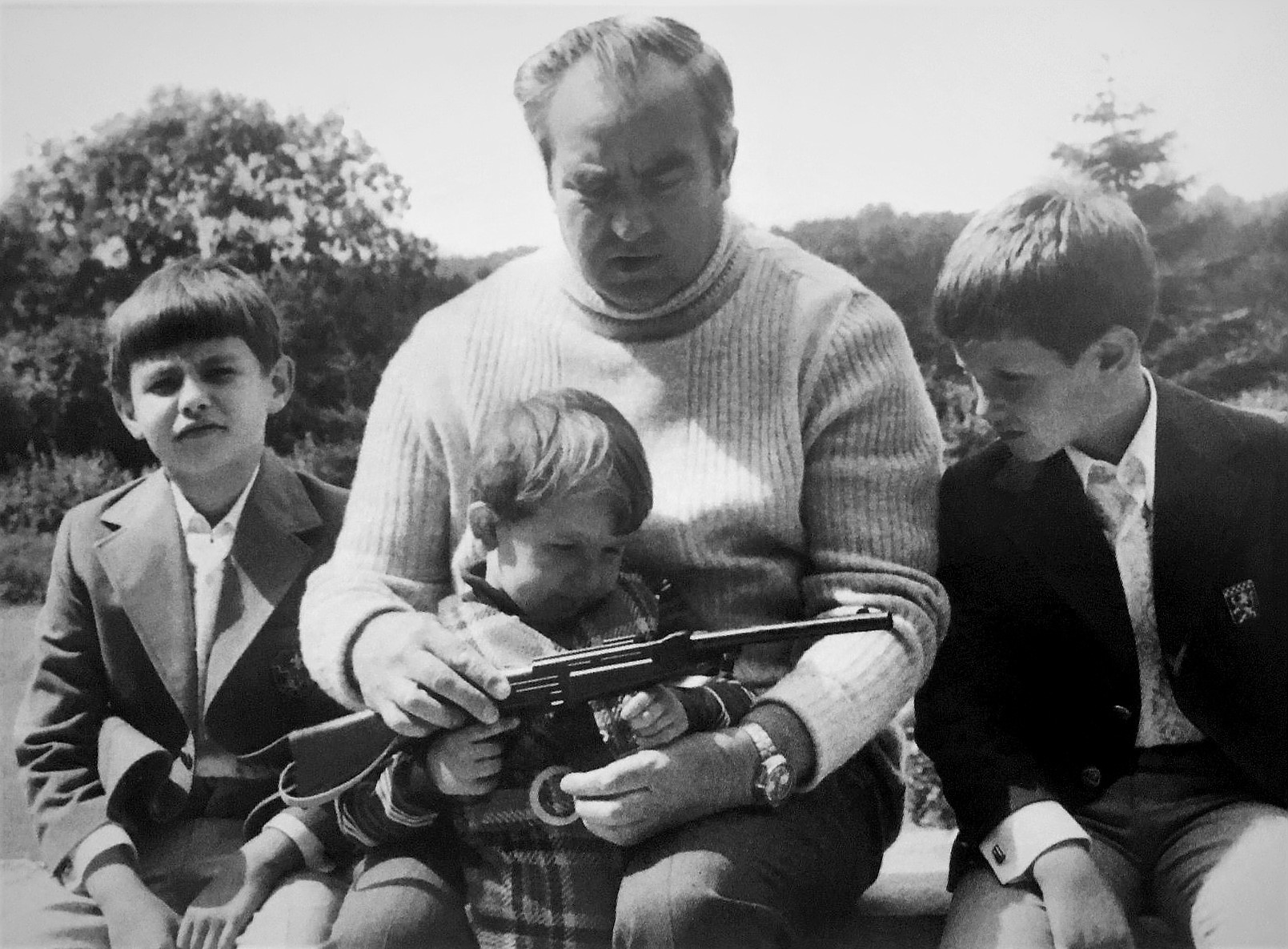
Koelikov met zijn kleinzoons Sergej, Nikolaj en Aleksej in Duitsland

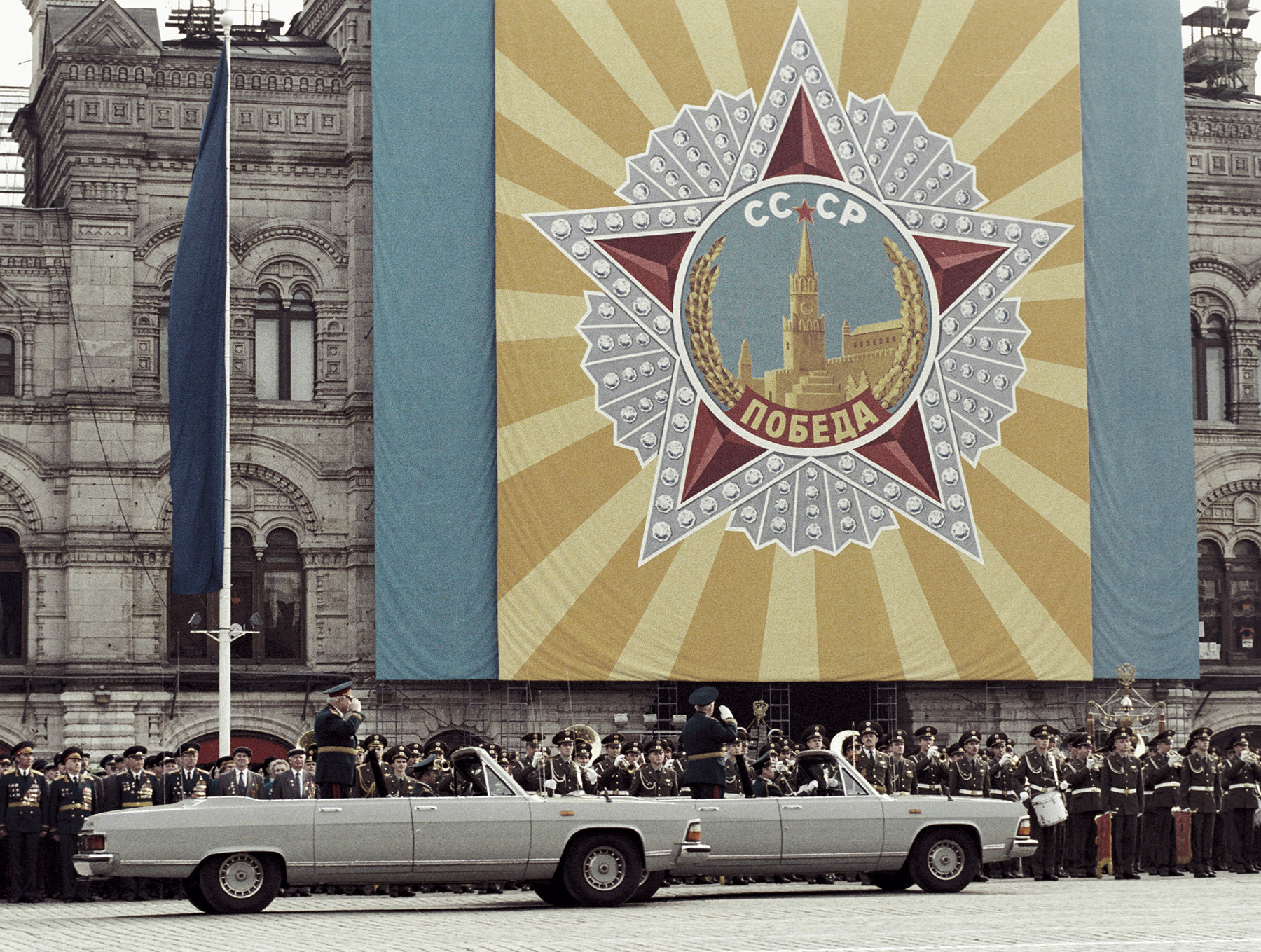
Koelikov en Govorov paraderen op 9 mei 1995 in open wagens op het Rode Plein in Moskou ter herdenking van 50 jaar overwinning in de Tweede Wereldoorlog

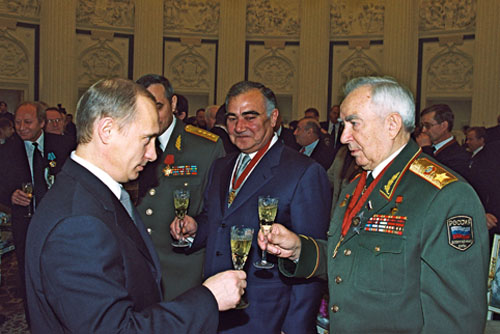
Koelikov met Vladimir Poetin in het Kremlin op 22 november 2001

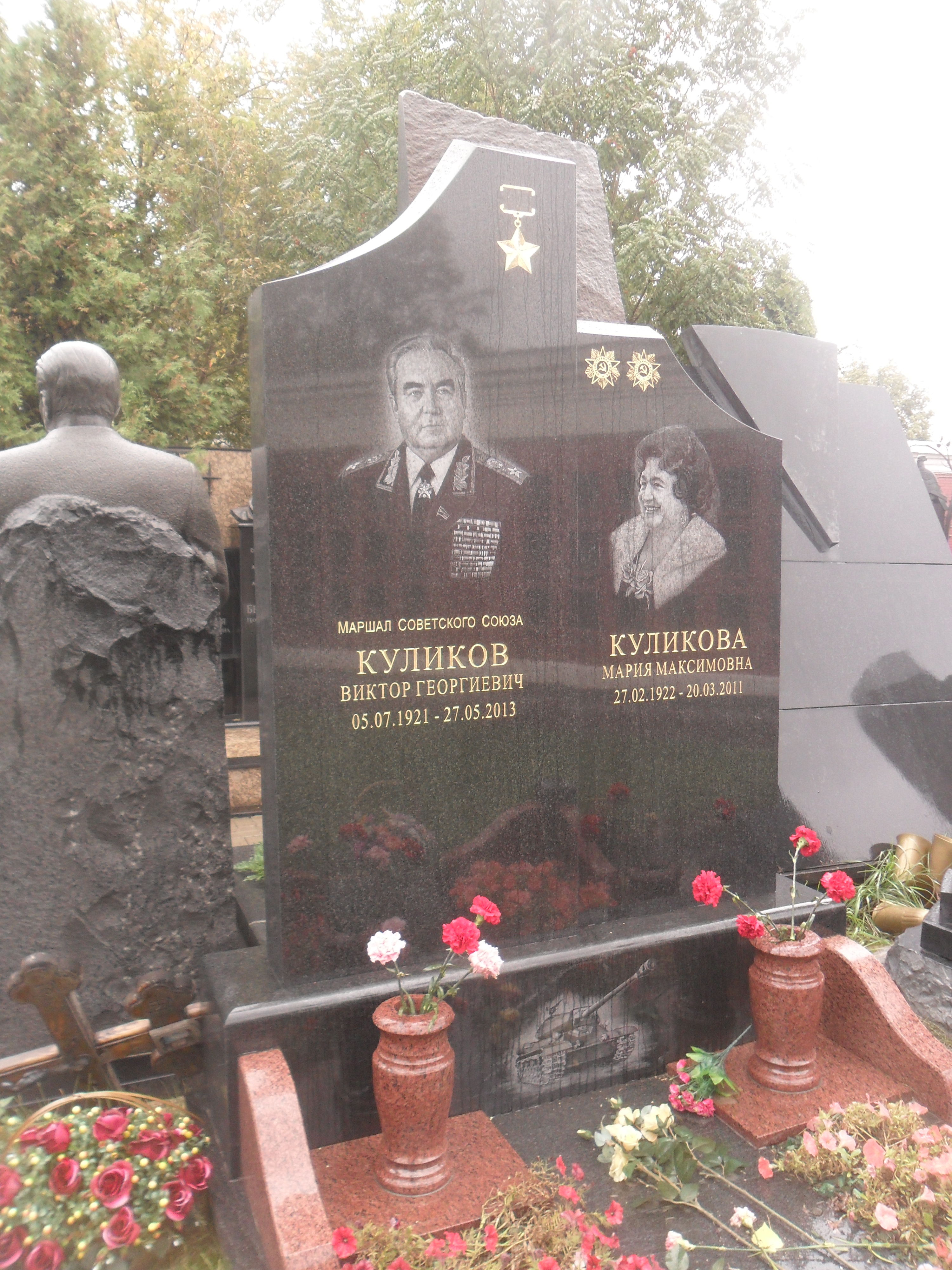
Graf van Koelikov en zijn vrouw

Viktor Georgijevitsj Koelikov (Russisch: Куликов, Виктор Георгиевич) (Verchnaja Ljoebovsja, Gouvernement Orjol, 5 juli 1921 – Moskou, 27 mei 2013) was een maarschalk van de Sovjet-Unie en held van de Sovjet-Unie die vocht in de Tweede Wereldoorlog.

## Jeugd
Viktor Georgijevitsj Koelikov werd geboren in een arm boerengezin. Het gezin vluchtte voor de Russische hongersnood (1921-1922) naar het zuiden en belandde in Stavropol. In 1938 studeerde hij af aan de 10e klas van de vijfde spoorwegschool in Nevinnomyssk. In 1939 ging hij bij het Rode Leger. Hij studeerde in 1941 af aan de militaire infanterieschool te Grozny als luitenant.
Het militair district Kiev zond hem naar Volodymyr op de grens met het in de Poolse Veldtocht door de Duitsers veroverde Polen als plaatsvervangend commandant van de verkenningscompagnie van het 41e bataljon verkenners  van de 41e tankdivisie ven het 22e gemechaniseerde korps van het 5e leger. Hij verbleef in het privé-appartement van een Poolse dame. Op 15 juni 1941 zei zijn gastvrouw:

Meneer de Luitenant, ze zeggen van de andere kant dat de oorlog op de 22e zal beginnen.

## Tweede Wereldoorlog
In juni 1941 werd Koelikov commandant van een gemotoriseerde eenheid in de 41e tankdivisie van het Zuidwestelijk Front. Vanaf oktober 1941 vocht hij als commandant van het verkenningspeloton van de 143e afzonderlijke tankbrigade in het Westelijk Front. Vanaf februari 1942 was hij stafchef van een tankbataljon en dan stafchef van een tankbrigade aan het Kalinin Front. In 1942 werd hij lid van de Communistische Partij van de Sovjet-Unie. Vanaf februari 1943 was hij plaatsvervangend stafchef van de brigade voor operationeel werk. Van augustus 1943 tot mei 1945 was hij stafchef van de 143e tankbrigade in het 1e Baltische Front en het 2e Wit-Russische Front. Hij vocht in West-Oekraïne, Operatie Taifun, de Slagen van Rzjev, de Slag bij Smolensk (1943), Operatie Bagration, het Oost-Pruisenoffensief, het Pommerenoffensief en de Slag om Berlijn.

## Koude Oorlog
Vanaf oktober 1945 was Koelikov plaatsvervangend commandant van het 3e Garde Tankregiment in de 3e Garde Tankdivisie van de Noordelijke Groep van Strijdkrachten in Polen. In 1947 studeerde hij af aan hogere officiersschool voor gepantserde en gemechaniseerde troepen te Leningrad. Daarna diende hij op het hoofdkwartier van tankregimenten in de militaire districten Wit-Rusland en Turkestan. In 1953 studeerde hij af aan de Froenzeacademie. Hij werd commandant van het 155e gemechaniseerde regiment, dan stafchef en vanaf juli 1955 commandant van de 69e gemechaniseerde divisie in het militair district Odessa. Vanaf mei 1957 was hij commandant van de 118e gemotoriseerde divisie fuseliers. In 1959 studeerde hij af aan de Militaire Academie van de Generale Staf van de Strijdkrachten van de USSR. Van november 1959 tot maart 1961 was hij plaatsvervangend commandant voor gevechtstraining en hoofd van de afdeling gevechtstraining van het 5e Garde Tankleger in het militair district Wit-Rusland.
In 1961-1962 reisde hij naar Ghana als militair adviseur. Vanaf februari 1962 was hij 1e plaatsvervangend commandant van het 6e leger in het militair district Leningrad. Vanaf 8 juni 1964 was hij commandant van dit 6e Leger met hoofdkwartier in Petrozavodsk.  Daarna was hij commandant van het 2e Garde Tankleger van de Groep van Sovjetstrijdkrachten in Duitsland. Op 4 mei 1967 benoemde Leonid Brezjnev hem tot commandant van het militair district Kiev.
In 1969 studeerde hij af aan de Hogere Academische Cursussen aan de Militaire Academie van de Generale Staf van de strijdkrachten van de USSR. Op 31 oktober 1969 werd hij opperbevelhebber van de groep van Sovjetstrijdkrachten in Duitsland. Van 21 september 1971 tot 8 januari 1977 was hij hoofd van Stavka en viceminister van Defensie van de Sovjet-Unie. Van 9 april 1971 tot 25 april 1989 was hij lid van het Centraal Comité van de Communistische Partij van de Sovjet-Unie. Van januari 1977 tot februari 1989 was hij opperbevelhebber van het Warschaupact en viceminister van Defensie van de Sovjet-Unie.
Van februari 1989 tot januari 1992 was hij inspecteur-generaal van de groep van inspecteurs-generaal van ministerie van Defensie van de Sovjet-Unie. Hij was van 1966 tot 1989 lid van de Raad van de Nationaliteiten van de Armeense Socialistische Sovjetrepubliek. Van 1989 tot 1991 was hij lid van het Congres van Volksafgevaardigden van de Unie van Socialistische Sovjetrepublieken. Vanaf januari 1992 was hij adviseur van de opperbevelhebber van de gezamenlijke strijdkrachten van het Gemenebest van Onafhankelijke Staten.

## Pensioen
In mei 1992 ging Koelikov met pensioen met eretitel adviseur van het Ministerie van Defensie der Russische Federatie en hij kreeg een gepersonaliseerd pistool. Hij was van 1999 tot 2003 plaatsvervanger in de Doema van de Federale Vergadering van de Russische Federatie van de 3e convocatie en voorzitter van de commissie Veteranenzaken van de Doema. Hij was lid van de Hoge Raad van de partij Verenigd Rusland. Op 9 mei 1995 paradeerde hij op het Rode Plein te Moskou ter herdenking van 50 jaar overwinning in de Tweede Wereldoorlog. Hij stierf op 28 mei 2013 te Moskou en werd er op 31 mei 2013 naast zijn vrouw begraven op de Novodevitsji-begraafplaats.

## Gezin
Zijn vrouw Maria Maksimovna Koelikova (1922 - 2011) was chirurgische verpleegster in de Tweede Wereldoorlog. Ze kregen twee dochters Valentina en Lydia. Hij had kleinzoons Sergej, Nikolaj en Aleksej.

## Militaire graden
- Luitenant juni 1941
- Kolonel 7 februari 1951
- Generaal-majoor 18 februari 1958
- Luitenant-generaal 16 juni 1965
- Kolonel-generaal 4 mei 1967
- Legergeneraal 29 april 1970
- Maarschalk van de Sovjet-Unie 14 januari 1977

## Onderscheidingen

### Sovjet-Unie en Rusland (selectie)
- Held van de Sovjet-Unie 3 juli 1981 “voor de grote bijdrage aan de opbouw van de strijdkrachten van de USSR, de bekwame leiding van de troepen, persoonlijke moed en moed getoond in de strijd tegen de nazi-indringers tijdens de Grote Patriottische Oorlog, en in verband met de zestigste verjaardag”
- Orde van Verdienste voor het Vaderland 2e klasse 10 juli 2001 “voor zijn grote bijdrage aan de versterking van het defensievermogen van het land en actieve wetgevende activiteit.”
- Orde van Verdienste voor het Vaderland 3e klasse 3 juli 1996 “voor diensten aan de staat en een grote persoonlijke bijdrage aan de ontwikkeling en hervorming van de strijdkrachten van de Russische Federatie.”
- Orde van Verdienste voor het Vaderland 4e klasse 23 juni 2011 “voor diensten bij het versterken van het defensievermogen van het land en vele jaren van actieve sociale activiteit.”
- Orde van Militaire Verdienste 22 december 1999
- Orde van de Eer (Russische Federatie) 5 juli 2006 “voor verdiensten bij het versterken van het defensievermogen van het land en groot werk in de patriottische opvoeding van jongeren”
- Viermaal Leninorde 2 juli 1971, 21 februari 1978, 3 juli 1981 en 19 februari 1988.
- Driemaal Orde van de Rode Banier 26 oktober 1943, 20 juli 1944 en 22 februari 1968
- Driemaal Orde van de Vaderlandse Oorlog 1e klasse 7 september 1943, 12 mei 1945 en 6 april 1985
- Orde van de Rode Ster 26 oktober 1955
- Orde van Verdienste voor het Moederland in de Strijdkrachten van de Sovjet-Unie 3e klasse 30 april 1975
- Medaille voor Moed (Sovjet-Unie en Russische Federatie) 19 juni 1942
- Medaille voor de Gewapende Strijd  17 mei 1951
- Certificaat van Dankbaarheid van de President van de Russische Federatie op 14 augustus 1995 “voor actieve deelname aan de voorbereiding en het houden van de viering van de 50e verjaardag van de overwinning in de Grote Patriottische Oorlog van 1941-1945.”

### Prijzen
- Laureaat van de Leninprijs 1983
- Laureaat van de Zjoekovprijs
- Laureaat van de Froenzeprijs

### Buitenlandse onderscheidingen (selectie)
- Orde van Suha Bator Mongolië) 1981
- Vaderlandse Orde van Verdienste 1e klasse (Duitse Democratische Republiek) 1981
- Ster der Volkerenvriendschap 1e klasse (DDR), 1985
- Driemaal Scharnhorst-orde (DDR) 1972, 1986 en 1987
- Strijdorde voor Verdienste voor Volk en Vaderland 1e klasse (DDR), 1970
- Orde van Georgi Dimitrov (Bulgarije) 1984
- Orde van de Volksrepubliek Bulgarije1e klasse 1974
- Orde Polonia Restituta 3e klasse (Polen) 1973
- Orde van de Vlag van de Volksrepubliek Hongarije met diamanten 1975
- Orde van de Rode Ster (Hongarije) 1985
- Orde van de Zegerijke Februari (Tsjecho-Slowakije) 1985
- Orde van Militaire Verdienste, 1e klasse (Peru) 1972
- Orde van 23 Augustus 1e klasse (Roemenië) 1974
- Nationale orde "Playa Giron" (Cuba) 2006.[3]

## Nagedachtenis
- School nr. 5 in Nevinnomyssk, waar hij studeerde draagt zijn naam.
- In Moskou hangt sinds 2 februari 2018 een gedenkplaat in de Spiridonovka-straat nr. 18.
- Hij werd ereburger van Nevinnomyssk in 1973, Rzjev in 1998 en Orjol in 2004.